# ベルーハ山

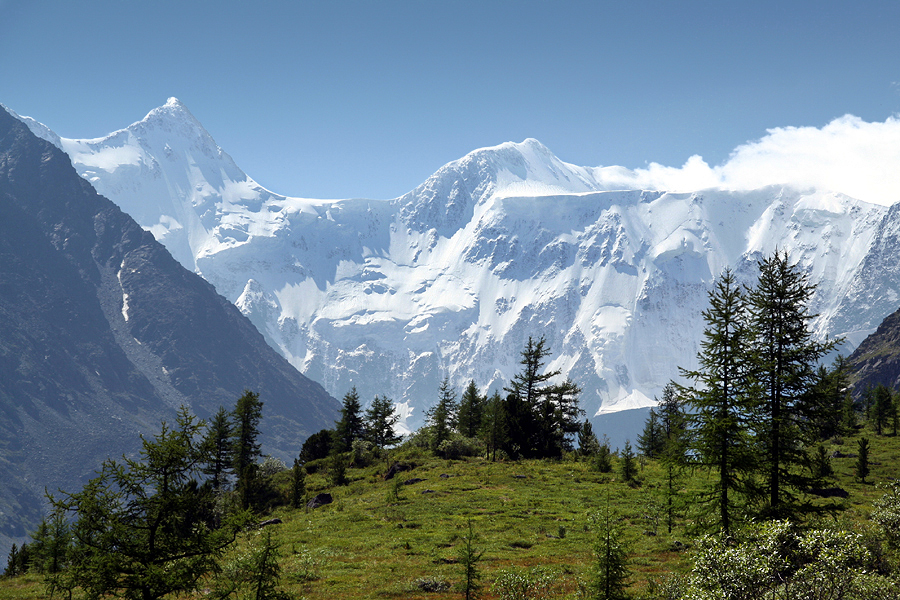
ベルーハ山 2006年8月

ベルーハ山（ロシア語: Белуха、南アルタイ語: Ӱч-Сӱмер）またはムズタウ山（カザフ語: Мұзтау Шыңы）は、ロシアとカザフスタンの境にあるアルタイ山脈の一角を成す、カトゥン山地に属する山。アルタイ山脈の最高峰である。ユネスコの世界遺産「アルタイの黄金山地」の一部として登録されている。
中華人民共和国とモンゴル国との国境の北に位置し、西峰（4,440メートル）と東峰（4,506メートル）の二つの峰がロシアとカザフスタンとの国境になっている。小規模な氷河が何箇所か存在する。オビ川の源流のひとつともなっている。
1914年にトロノフ兄弟が初登頂を果たした。東峰の大半の登山者はトロノフ兄弟と同じ南ルートを選択する。標高こそアジアでは目立たないが、非常に辺ぴな地にあるため登山には多くの時間と綿密な計画を要する。
2008年から、代理店を通さず単独で赴く場合、入山するための特別な国境地帯許可証が必要になった。